# Anodonta vescoiana
Anodonta vescoiana е вид мида от семейство Unionidae. Видът е почти застрашен от изчезване.

## Разпространение
Разпространен е в Ирак и Турция.